# My Plague
Singles de Slipknot
People = Shit
(2002) Duality
(2004)
My Plague est une chanson du groupe metal Slipknot sortie le 8 juillet 2002, et troisième single extrait de leur second album Iowa. Le New Abuse Mix de la chanson est incluse dans la bande originale du film Resident Evil. Le New Abuse Mix est une version remixée plus heavy de la chanson.

## Accueil
My Plague est nommée au Grammy Award dans la catégorie de meilleure performance metal en 2003, mais perd face à la chanson Here to Stay de Korn. La chanson atteint la 43e place du UK Singles Chart.

## Liste des titres
1. My Plague (New Abuse Mix) – 3:04
2. The Heretic Anthem (Live) – 3:44
3. (sic) (Live) – 3:42